# 阿部昇吉
阿部 昇吉（あべ しょうきち、1956年 - ）は、日本の翻訳家、ロシア文学の研究家。

## 経歴
1956年、宮城県生まれ。早稲田大学に入学し、ロシア文学を専攻。早稲田大学大学院修士課程修了。現在、創価大学やDILAにてロシア語、ロシア文学の講義も行っている。

## 著書

### 単著
- お・も・し・ろロシア語BOOK（国際語学社、鳳書房、1999年）
- 今すぐ話せるロシア語 聞いて話して覚える 入門編（東進ブックス、2001年）
- 今すぐ話せるロシア語単語集（東進ブックス、2002年）
- 楽しく!おもしろく!ゴロで覚えるロシア語（国際語学社、2003年）
- まずはこれだけロシア語（国際語学社、2003年）
- すぐにつかえる 日本語 ロシア語 英語 辞典（国際語学社、2004年）
- 楽しく!おもしろく!ゴロで覚えるギリシャ語（国際語学社、2004年）
- 日本語 ブルガリア語ブルガリア語 日本語単語集（国際語学社、2006年）
- やさしいロシア語カタコト会話帳（すばる舎、2006年）
- 日本語・ウクライナ語・ウクライナ語・日本語 単語集（監修：オレナ・シェペレワ、国際語学社、2007年）
- パーフェクトフレーズロシア語日常会話（国際語学社、2007年）
- シャドーイングで学ぶロシア語（東洋書店、2009年）
- リピーティングで学ぶロシア語（東洋書店、2010年）
- 簡明 日本語・チェコ語・チェコ語・日本語 辞典（国際語学社、2010年）
- 対訳 チェーホフ読本（東洋書店、2011年）
- 対訳 イワンの馬鹿（東洋書店、 2012年）
- 名スピーチで学ぶロシア語（東洋書店、2013年）
- ロシア文学カフェ: 心の雑記帳（スラヴァ書房、2014年）
- 名スピーチで学ぶロシア語（IBCパブリッシング、2015年）
- ロシア語のシャドーイング・トレーニング（IBCパブリッシング、2016年）
- 日露対訳 チェーホフ短編集（IBCパブリッシング、2016年）

### 共著
- らくらくロシア語文法＋会話（共著：S.ラティシェワ、国際語学社、2005年）
- まるパンコロコロ（共著：上坂麻友由、国際語学社 、2006年）
- ロシア語手紙の書き方（共著：加瀬由希子、国際語学社、2007年）
- ウクライナ語を話そう（共著：吉田ワルワーラ、スラヴァ書房、2013年）
- ロシア語会話 〜日常編〜（共著：イリーナ・ヴォプコワ、スラヴァ書房、2013年）
- ロシア語恋愛レシピ集（共著：イリーナ・ヴォプコワ、スラヴァ書房、2014年）
- ロシア語のリピーティング・トレーニング（共著：菱川 邦俊、IBCパブリッシング、2016年）

### 翻訳
- いとしのタパリョーク（著：チンギス・アイトマートフ、鳳書房、2000年）
- キルギスの雪豹 永遠の花嫁（著：チンギス・アイトマートフ、潮出版社、2008年）
- 新訳 イワンの馬鹿（スラヴァ書房、2013年）
- チェーホフ　ユーモア短編集（スラヴァ書房、2013年）

## アプリ
- 露語ミニ辞典（iPhone、IPad用、2014年）